# Nationales Institut für das gebaute Erbe

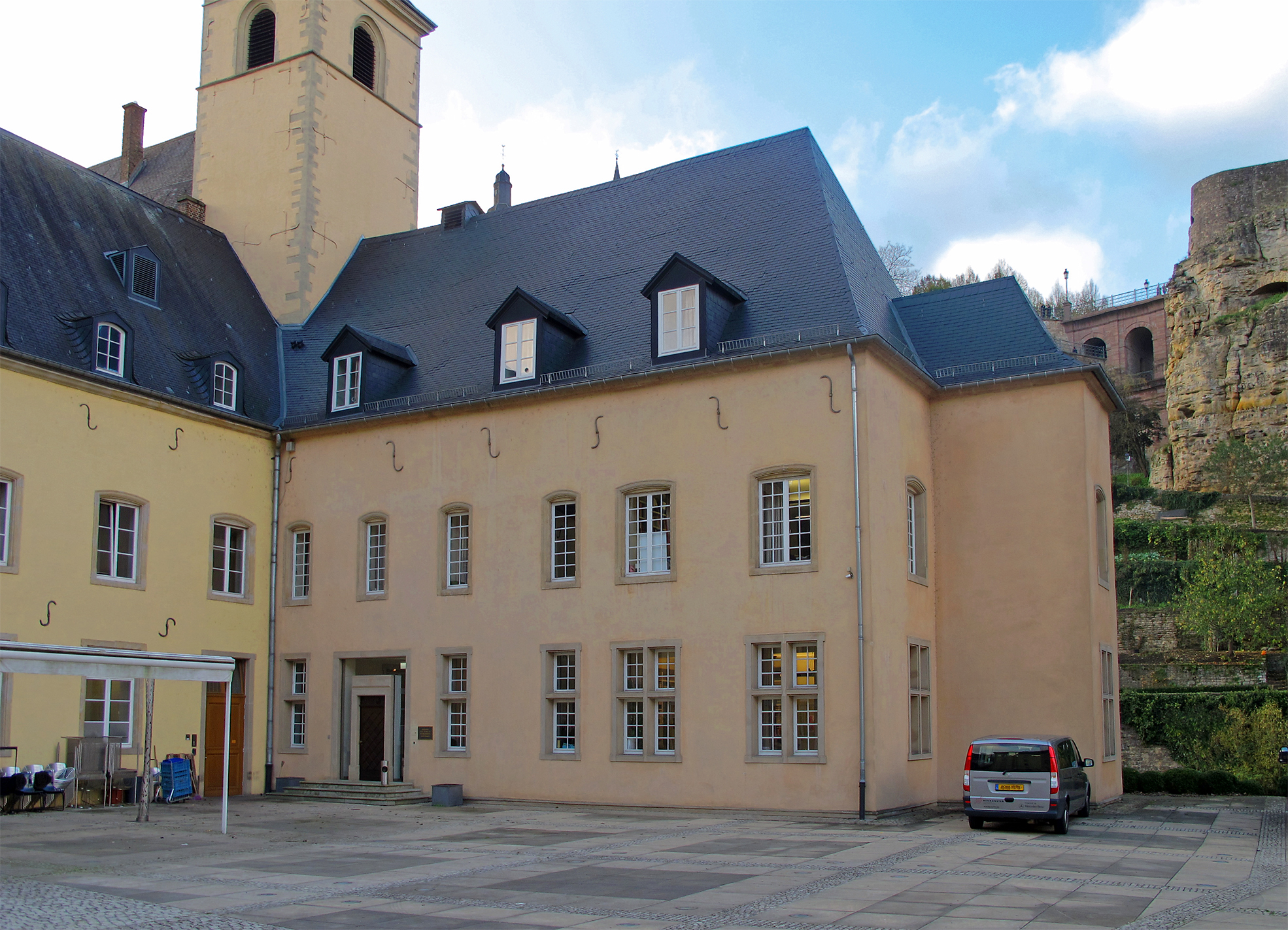
Sitz des Nationalen Instituts für das gebaute Erbe im Gebäude der Abtei Neumünster

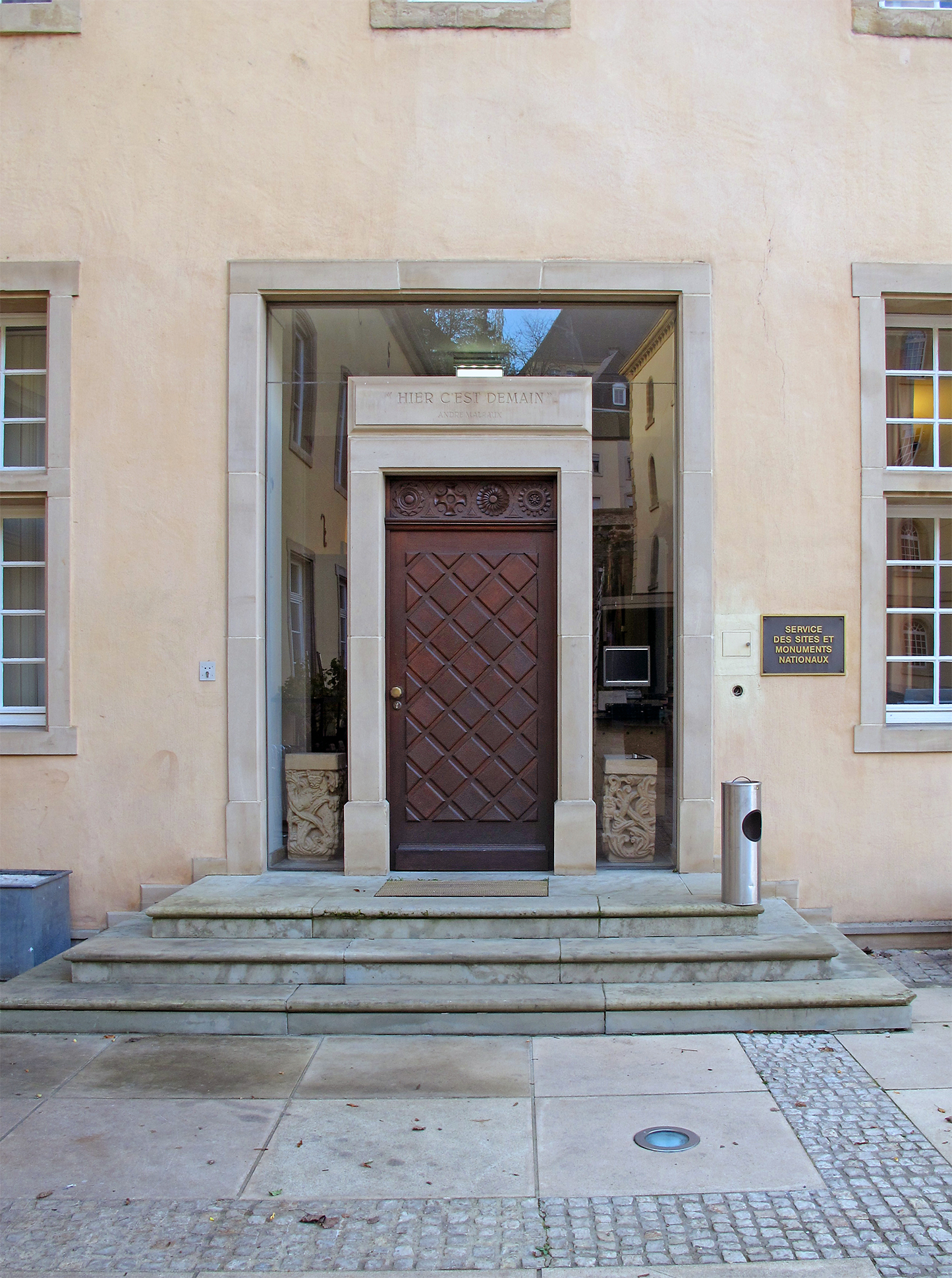
Eingangsbereich des INPA

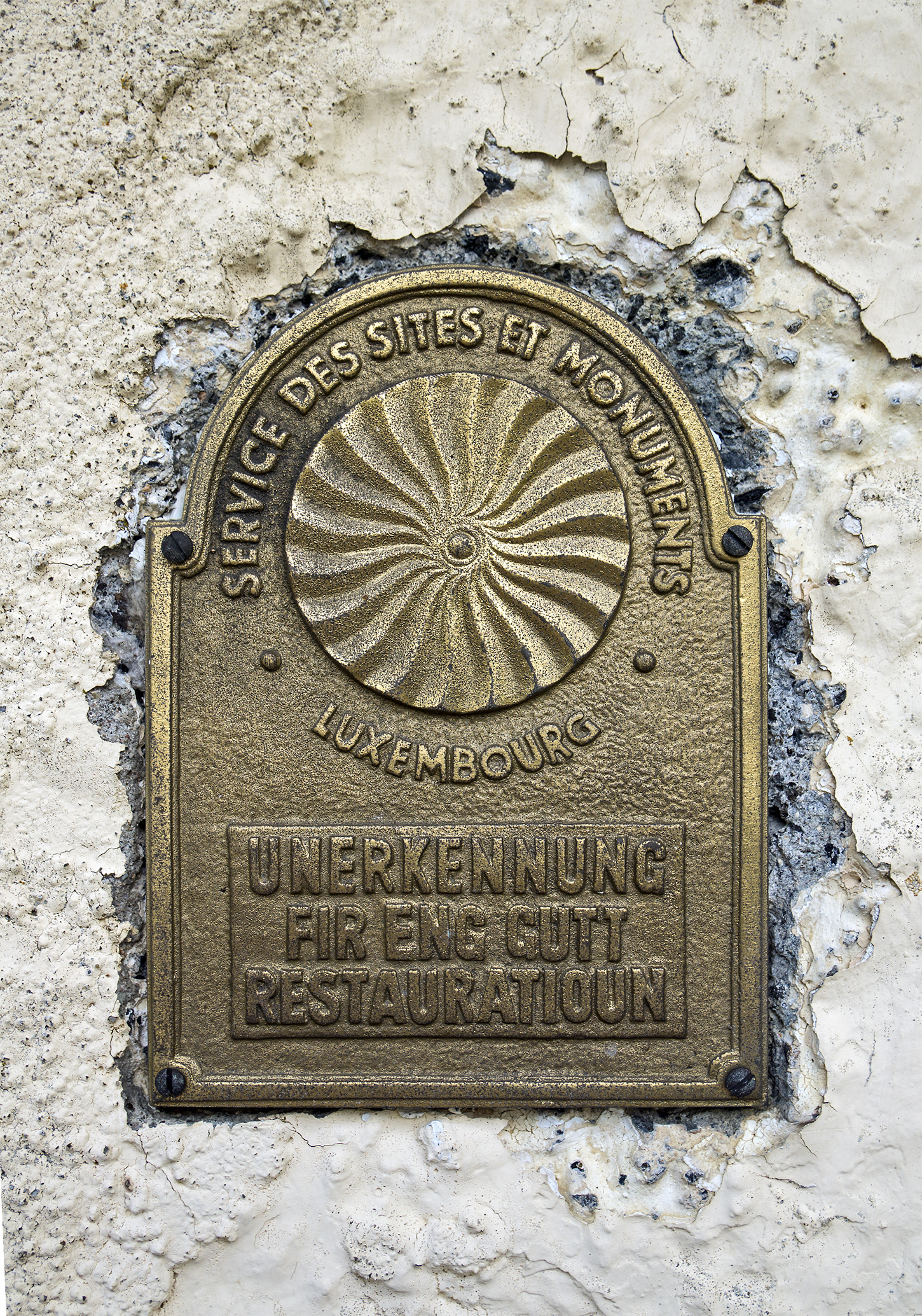
Plakette zur Anerkennung einer gelungenen Renovierung

Das Nationale Institut für das gebaute Erbe (französisch Institut national pour le patrimoine architectural, kurz INPA) ist die luxemburgische Behörde, die sich um die Erhaltung und Pflege von archäologisch und historisch bedeutsamen Stätten in Luxemburg kümmert. Die Behörde untersteht dem Kulturministerium des Staates.

## Geschichte
Die ersten gesetzlichen Bestimmungen betreffend den Erhalt und den Schutz von bedeutsamen Landschaften, Stätten und Monumenten geht auf das Gesetz vom 12. August 1927 zurück. Den Grundstein hierzu hat die „Section historique“ (Fachbereich für Geschichte) des Institut Grand-Ducal gelegt. Deren Präsident hat der damaligen Regierung unter Émile Reuter ein Gesetz vorgeschlagen, um eine Denkmalschutzbehörde mit den dazugehörigen Gesetzen in Luxemburg zu gründen. Als Basis diente das französische Gesetz über historische Monumente aus dem Jahre 1913 (loi du 31 décembre 1913 sur les monuments historiques). 1927 wurde somit die „Commission des sites et monuments nationaux“ in Luxemburg geschaffen.
Während der Ardennenoffensive im Zweiten Weltkrieg wurden viele Monumente und historische Gebäude beschädigt. Dies zog ein Umdenken in der Öffentlichkeit nach sich. Das luxemburgische Kulturerbe wurde bei der Bevölkerung wieder geschätzt.
Durch ministeriellen Beschluss vom 13. Mai 1971 wurde unter dem Kulturministerium die Behörde „Service des monuments historiques“, welche die „Commission des sites et monuments nationaux“ ersetzte, gegründet. Aufgabe dieser Behörde ist es, Schutzmaßnahmen, Unterhalt und Renovierungsarbeiten an historischen Monumenten und Denkmälern durchzuführen.
Durch das Gesetz vom 19. September 1977 wurde die Behörde „Service des monuments historiques“ durch die heutige Denkmalschutzbehörde Service des sites et monuments nationaux ersetzt.
Durch das Gesetz vom 25. Februar 2022 wurde das „Nationale Institut für das gebaute Erbe“ bzw. „Institut national pour le patrimoine architectural“ geschaffen und übernahm die Aufgaben des ehemaligen „Service des sites et monuments nationaux“.

## Aufgaben
Im Gesetz vom 25. Juni 2004 sind im Artikel 7 die Aufgaben der Nationalen Denkmalschutzbehörde festgelegt. Dies sind u. a. das Studieren, Erhalten, Schützen und Aufwerten des architektonischen und industriellen Kulturerbes, darunter die Gebäude und Objekte, die auf der Liste der nationalen Monumente aufgelistet sind. Zudem die Ausführung von Reparaturen an den Gebäuden und Objekten dieser Liste überwachen, schließlich die Öffentlichkeit durch Aufklärungskampagnen, Konferenzen und Ausstellungen für den Denkmalschutz zu sensibilisieren.

### Direktoren
- Alfred Steinmetzer (1971–1982)
- Georges Calteux (1982–2004)
- Christiane Steinmetzer (2004–2008)
- Patrick Sanavia (seit 2008)